# Cephalocoema melloleitaoi
Cephalocoema melloleitaoi är en insektsart som beskrevs av Bentos-pereira 2007. Cephalocoema melloleitaoi ingår i släktet Cephalocoema och familjen Proscopiidae. Inga underarter finns listade i Catalogue of Life.